# Spechbach-le-Bas
Spechbach-le-Bas là một xã trong tỉnh Haut-Rhin, vùng Grand Est ở đông bắc Pháp. Xã này có diện tích 4,14 kilômét vuông, dân số năm 1999 là 799 người. Khu vực này có độ cao 270 mét trên mực nước biển.